# Хондибоги
Хондибоги (узб. Xondibogʻi / Хондибоғи) — посёлок городского типа, расположенный на территории Алтынкульского района Андижанской области Республики Узбекистан.

Статус посёлка городского типа с 2009 года.